# Samy Mmaee
Ne doit pas être confondu avec Ryan Mmaee.
Samy Mmaee, né le 8 septembre 1996 à Hal en Belgique, est un footballeur international marocain évoluant au poste de défenseur central ou de milieu défensif au Qarabağ FK en prêt de Dinamo Zagreb.
Formé au Standard de Liège, il remporte la Coupe de Belgique en 2016 avant d'être prêté pendant une saison au MVV Maastricht. En 2018, il s'engage au K Saint-Trond VV pour une durée de trois ans avant de rejoindre le Ferencváros TC en 2021, club avec lequel il remporte le championnat et la Coupe de Hongrie en 2022.
Possédant la double nationalité belgo-marocaine, il passe sa jeunesse dans les catégories inférieures de l'équipe de Belgique, avant de faire ses débuts en équipe première du Maroc sous Vahid Halilhodžić en 2020, prenant part à la Coupe d'Afrique 2021.

## Biographie

### En club

#### Formation au Standard de Liège et prêt (2013-2018)
Samy Mmaee naît à Hal en Belgique et est inscrit en 2003 dans le club du KV Zuun à l'âge de sept ans. Deux ans plus tard, il rejoint le RWD Molenbeek et y joue pendant cinq ans avant de rejoindre le centre de formation de La Gantoise en 2010. Le 1er juillet 2013, le Standard de Liège réalise une double recrue en accueillant Samy Mmaee et son petit frère Ryan Mmaee.
Il commence sa carrière professionnelle lors de la première journée de Jupiler Pro League du Standard de Liège en remplaçant Igor de Camargo à la 88e minute contre le Sporting Charleroi sous entraîneur Guy Luzon. Difficile de se faire une place de titulaire indiscutable, il est courtisé par plusieurs clubs des Pays-Bas pour un possible prêt d'une saison.
Lors de la saison 2017-2018, il est prêté pendant une saison en deuxième division néerlandaise dans le club voisin du Standard, au MVV Maastricht,. Le 18 août 2017, il dispute son premier match sous Ron Elsen face au Go Ahead Eagles (victoire, 4-3). Le 8 septembre 2017, il marque son premier but pour le club à l'occasion d'un match de championnat face à De Graafschap (victoire, 1-2). Le 19 septembre 2017, à l'occasion d'un match face à l'AZ Alkmaar, il marque son premier doublé de sa carrière en Coupe des Pays-Bas (défaite, 2-3). Il y réalise une saison complète en inscrivant trois buts. Il termine la saison en se classant à la dixième place du championnat.

#### K Saint-Trond VV (2018-2021)
Le 1er juillet 2018, il s'engage pour trois saisons au K Saint-Trond VV, club entraîné par Marc Brys.
Le 30 octobre 2018, il dispute son premier match de championnat en entrant en jeu face au Sporting Charleroi (défaite, 1-0). Le 26 janvier 2019, il reçoit sa première titularisation face au Cercle Bruges KSV (victoire, 1-2). Au cours de la saison, il forme régulièrement un duo avec Rocky Bushiri dans l'axe de la défense. Il termine sa première saison à la septième place du championnat belge avec le KRC Genk couronné champion de Belgique. 
Le 2 août 2019, à l'occasion du premier match de la saison face à Club Bruges KV, l'entraîneur met Samy Mmaee sur le banc en priorisant la charnière centrale Jorge Teixeira - Pol García (défaite, 6-0). Le 11 août 2019, à l'occasion du match suivant face au Standard de Liège, il est titularisé au poste de milieu récupérateur et cède sa place à la 65e minute à Wataru Endō (victoire, 2-1). Samy Mmaee dispute la quasi-totalité des matchs de la saison dans le poste de milieu récupérateur ou milieu défensif. Le K Saint-Trond VV termine la saison 2019-20 à la douzième place du classement du championnat, après un arrêt du championnat belge au mois de mars à la suite de la pandémie de Covid-19. 
Après de longues mois d'absence, il retrouve le terrain le 9 août 2020 à l'occasion de la première journée de championnat de la saison 2020-21 face à KAA La Gantoise, étant titularisé par le nouvel entraîneur Kevin Muscat au poste de défenseur central, pendant que le défenseur central Jorge Teixeira est converti en tant que latéral gauche (victoire, 2-1). Il termine sa saison sous Kevin Muscat à la quinzième place du classement du championnat. 

#### Ferencváros TC (depuis 2021)
Le 3 février 2021, Samy Mmaee s'engage pour une durée de trois saisons au Ferencváros TC pour un montant de 500.000 euros. Il hérite du numéro 3 sous l'entraîneur Peter Stöger.
Le 10 février 2021, il dispute son premier match de championnat en étant titularisé dans le poste de défenseur central face à Dorogi FC (victoire, 1-2). De février jusqu'à mai, il dispute neuf matchs en championnat et deux autres en Coupe de Hongrie. Il remporte le championnat, devançant le Puskás Akadémia FC et le Fehérvár AV19.
Le 6 juillet 2021, de retour d'une trêve internationale avec le Maroc, il est mis sur le banc par Peter Stöger pour un match qualificatif à la Ligue des champions face au FC Pristina (victoire, 3-0). Lors du match retour en Albanie, sept jours plus tard, il est titularisé et remporte le match sur le score de 1-3, grâce à un triplé de Myrto Uzuni. Le joueur et son club ne parviennent finalement pas à se qualifier en Ligue des champions et sont rétrogradés en Ligue Europa, se retrouvant dans un groupe européen composé du Bayer 04 Leverkusen, du Real Betis Balompié et du Celtic FC. Le 16 septembre 2021, il inscrit son premier but avec le club en Ligue Europa face au Bayer 04 Leverkusen (défaite, 2-1). Le 24 avril 2022, Samy Mmaee est couronné champion de Hongrie après une victoire de 2-1 face à Újpest FC. Le 11 mai 2022, il remporte la Coupe de Hongrie après une victoire de 3-0 dans une finale face à Paksi SE. Au total, il comptabilise dans la saison un nombre de 23 matchs joués en championnat, 11 en compétitions européennes et quatre en Coupe de Hongrie.
Le 3 août 2022, à l'occasion des barrages de Ligue des champions de l'UEFA, il se blesse à la 57e minute face à Qarabağ FK et est contraint d'être remplacé par Rasmus Thelander (match nul, 1-1). Le 4 septembre 2022, il retourne sur le terrain en étant titularisé face à Ujpest FC en championnat (victoire, 0-6). Rétrogradé en Ligue Europa, le 13 octobre 2022, il offre la victoire à son équipe en inscrivant le deuxième but victorieux, de la tête, face à l'Étoile rouge de Belgrade (victoire, 2-1).

### En sélection

#### Débuts avec lesDiablotins(2014-2019)
Né en Belgique mais d'origine marocaine, il reçoit une première convocation de Gert Verheyen avec l'équipe de Belgique -19 ans pour deux matchs amicaux. Le 4 septembre 2014, il figure sur le banc de la sélection belge face à Israël -19 ans (défaite, 3-0). Le 6 septembre 2014, il est de nouveau mis sur le banc à l'occasion d'un deuxième match amical face à la Hongrie -19 ans (match nul, 0-0). Sur le terrain, ce sont des joueurs comme David Henen ou Mattias Bossaerts qui sont titularisés.
En janvier 2015, il reçoit à nouveau une convocation avec l'équipe de Belgique -19 ans pour un match amical face à l'Italie -19 ans. Le 21 janvier 2015, il est titularisé à domicile face aux Italiens et dispute 90 minutes au poste de défenseur central (défaite, 0-2). En mars 2015, il est appelé pour prendre part aux qualifications de l'Euro 2015. Il est titularisé dans tous les matchs et dispute 90 minutes face à la Russie -19 ans (défaite, 1-0), la Suède -19 ans (victoire, 2-0) et la Lituanie -19 ans (match nul, 2-2).
En mars 2016, il reçoit une première convocation de Johan Walem avec l'équipe de Belgique espoirs pour les qualifications à l'Euro espoirs 2017. Le 23 mars 2016, il figure sur le banc à l'occasion du premier match face à la Moldavie espoirs (victoire, 0-2). Le 28 mars 2016, il figure de nouveau sur le banc de la sélection face au Monténégro espoirs (défaite, 1-2). En mars 2017, il est de nouveau convoqué pour disputer le match du 27 mars 2017 face à Malte espoirs dans lequel il dispute ses 90 premières minutes avec les espoirs belges (victoire, 2-1). En octobre 2017, il reçoit à nouveau une convocation pour disputer 90 minutes face à la Suède espoirs (match nul, 1-1) et à Chypre espoirs (victoire, 0-2). Le 22 mars 2018, il est titularisé en match amical face aux Pays-Bas espoirs avant de reprendre les qualifications à l'Euro espoirs 2019 en disputant le match face à la Hongrie espoirs (victoire, 3-0). Il reçoit une dernière convocation en mars 2019 pour un match amical face au Danemark espoirs (défaite, 3-2).

#### Équipe du Maroc (depuis 2020)

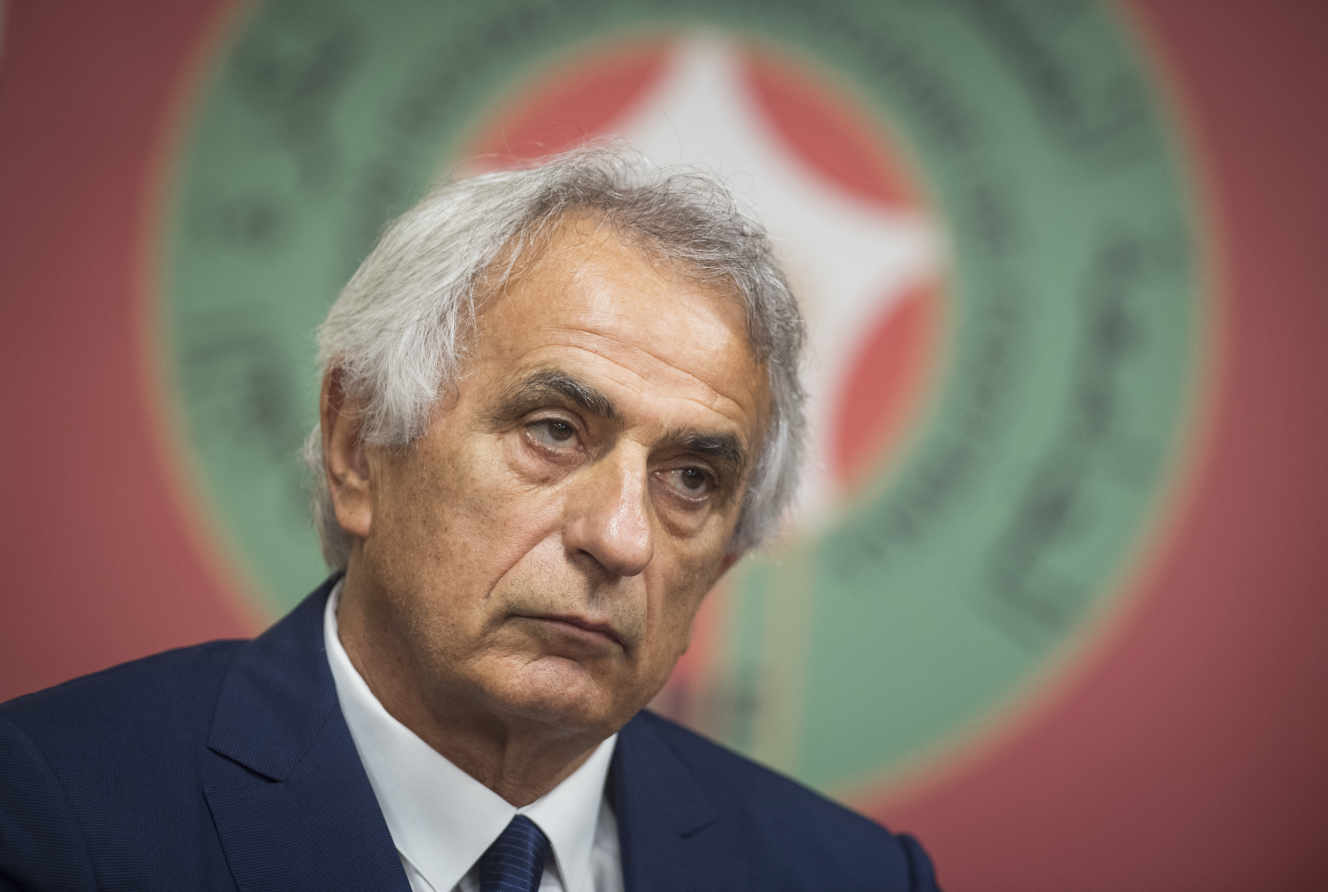
Halilhodžić lance Samy Mmaee avec le Maroc en 2020.

Le 1er octobre 2020, il reçoit sa première convocation internationale pour représenter l'équipe nationale du Maroc à l'occasion de deux matchs amicaux face au Sénégal et la République démocratique du Congo. Le 9 octobre, il fait part de sa première sélection avec le Maroc face au Sénégal. Il est titularisé et il a joué le match entier (victoire, 3-1). Il disputera le deuxième match face au Congo également autant que titulaire (égalité, 1-1). Il laissera une très bonne impression après ces deux confrontations , chose rassurante pour la défense marocaine après la retraite internationale de Mehdi Benatia . Le 23 décembre 2021, il figure officiellement dans la liste des 28 joueurs sélectionnés de Vahid Halilhodžić pour la CAN 2022 au Cameroun. Le 10 janvier 2022, à l'occasion du premier match de poules du Maroc face au Ghana, il est titularisé et remporte le premier match de la CAN sur le score de 1-0. Le 30 janvier 2022, le Maroc est éliminé en quarts de finale après une défaite de 2-1 dans les prolongations face à l'Égypte. Cependant, Samy Mmaee n'a fait aucune entrée en jeu si ce n'est que sa titularisation lors du premier match face au Ghana.
Le 25 mars 2022, à l'occasion du match aller de barrage de la Coupe du monde 2022 à Kinshasa face à la République démocratique du Congo, il débute titulaire et dispute 90 minutes avec un résultat match nul (1-1). Lors du match retour à Casablanca, il débute sur le banc et entre en jeu à la 9e minute pour remplacer Jaouad El Yamiq, blessé. Le match se solde sur une victoire de 4-1, validant ainsi le ticket pour la Coupe du monde 2022 au Qatar.
Le 25 mai 2022, il est convoqué pour un match de préparation à la Coupe du monde 2022 face aux États-Unis ainsi que deux autres matchs qualificatifs à la CAN 2023 face à l'Afrique du Sud et au Liberia. Le 1er juin, il débute titulaire en amical face aux États-Unis à Cincinnati et fait l'expérience d'une première grande défaite en sélection (défaite, 3-0),. Le 13 juin, il est titularisé face au Liberia et dispute 90 minutes. Il remporte le match sur le score de 0-2 et est quasiment qualifié à la Coupe d'Afrique 2023,.
Le 12 septembre 2022, il reçoit une convocation du nouveau sélectionneur du Maroc Walid Regragui pour un stage de préparation à la Coupe du monde 2022 à Barcelone et Séville pour deux confrontations amicaux, notamment face au Chili et au Paraguay,. Le 21 septembre 2022, un match amical de dernière minute (hors-FIFA) est organisé au Complexe sportif Mohammed VI à Rabat face à l'équipe de Madagascar et dans lequel il est titularisé (victoire, 1-0). Le 23 septembre 2022, il est mis sur le banc pendant 90 minutes face au Chili. Le 27 septembre 2022, à l'occasion du deuxième match de la trêve internationale face au Paraguay, il est de nouveau mis sur le banc pendant 90 minutes au Stade Benito-Villamarín pour faire place à la charnière centrale Achraf Dari - Romain Saïss (match nul, 0-0). Alors que la liste pour la Coupe du monde 2022 tombe, Samy Mmaee voit son nom manquant dans la liste, remplacé par deux autres joueurs évoluant au même poste : Achraf Dari et Badr Benoun. Les Marocains parviennent quand même à impressionner en atteignant la quatrième place de la Coupe du monde 2022.
N'ayant disputé aucune minute officielle sous la houlette de Walid Regragui, en décembre 2023, il est présélectionné par Walid Regragui dans une liste de 55 joueurs pour disputer la CAN 2024 en Côte d'Ivoire.

## Statistiques

### Statistiques détaillées
| Saison                | Club                  | Championnat           | Championnat | Championnat | Championnat | Coupe(s) nationale(s) | Coupe(s) nationale(s) | Coupe(s) nationale(s) | Compétition(s) continentale(s) | Compétition(s) continentale(s) | Compétition(s) continentale(s) | Compétition(s) continentale(s) | Autres compétitions | Autres compétitions | Autres compétitions | Autres compétitions | Maroc | Maroc | Maroc | Total | Total | Total |
| Saison                | Club                  | Division              | M.          | B.          | P.d.        | M.                    | B.                    | P.d.                  | Comp.                          | M.                             | B.                             | P.d.                           | Comp.               | M.                  | B.                  | P.d.                | M.    | B.    | P.d.  | M.    | B.    | P.d.  |
| 2014-2015             | Standard de Liège     | Jupiler Pro League    | 3           | 0           | 0           | -                     | -                     | -                     | -                              | -                              | -                              | -                              | -                   | -                   | -                   | -                   | -     | -     | -     | 3     | 0     | 0     |
| 2015-2016             | Standard de Liège     | Jupiler Pro League    | 1           | 0           | 0           | 4                     | 0                     | 0                     | -                              | -                              | -                              | -                              | -                   | -                   | -                   | -                   | -     | -     | -     | 5     | 0     | 0     |
| 2016-2017             | Standard de Liège     | Jupiler Pro League    | 3           | 0           | 1           | -                     | -                     | -                     | -                              | -                              | -                              | -                              | -                   | -                   | -                   | -                   | -     | -     | -     | 3     | 0     | 1     |
| Sous-total            | Sous-total            | Sous-total            | 7           | 0           | 1           | 4                     | 0                     | 0                     | -                              | -                              | -                              | -                              | -                   | -                   | -                   | -                   | -     | -     | -     | 11    | 0     | 1     |
| 2017-2018             | MVV Maastricht (prêt) | Eerste Divisie        | 27          | 3           | 2           | 3                     | 2                     | 0                     | -                              | -                              | -                              | -                              | -                   | -                   | -                   | -                   | -     | -     | -     | 30    | 5     | 2     |
| Sous-total            | Sous-total            | Sous-total            | 27          | 3           | 2           | 3                     | 2                     | 0                     | -                              | -                              | -                              | -                              | -                   | -                   | -                   | -                   | -     | -     | -     | 30    | 5     | 2     |
| 2018-2019             | K Saint-Trond VV      | Jupiler Pro League    | 4           | 0           | 0           | 4                     | 0                     | 0                     | -                              | -                              | -                              | -                              | -                   | -                   | -                   | -                   | -     | -     | -     | 8     | 0     | 0     |
| 2019-2020             | K Saint-Trond VV      | Jupiler Pro League    | 22          | 0           | 0           | 2                     | 0                     | 0                     | -                              | -                              | -                              | -                              | -                   | -                   | -                   | -                   | -     | -     | -     | 24    | 0     | 0     |
| 2020-2021             | K Saint-Trond VV      | Jupiler Pro League    | 11          | 0           | 0           | -                     | -                     | -                     | -                              | -                              | -                              | -                              | -                   | -                   | -                   | -                   | 4     | 0     | 0     | 15    | 0     | 0     |
| Sous-total            | Sous-total            | Sous-total            | 37          | 0           | 0           | 6                     | 0                     | 0                     | -                              | -                              | -                              | -                              | -                   | -                   | -                   | -                   | 4     | 0     | 0     | 47    | 0     | 0     |
| 2020-2021             | Ferencváros TC        | OTP Liga              | 9           | 0           | 0           | 2                     | 0                     | 0                     | C1                             | -                              | -                              | -                              | -                   | -                   | -                   | -                   | 4     | 0     | 0     | 15    | 0     | 0     |
| 2021-2022             | Ferencváros TC        | OTP Liga              | 23          | 0           | 0           | 4                     | 0                     | 0                     | C3                             | 11                             | 1                              | 0                              | -                   | -                   | -                   | -                   | 5     | 0     | 0     | 43    | 1     | 0     |
| 2022-2023             | Ferencváros TC        | OTP Liga              | 2           | 0           | 0           | 4                     | 0                     | 0                     | C3                             | 5                              | 1                              | 0                              | -                   | -                   | -                   | -                   | 1     | 0     | 0     | 12    | 1     | 0     |
| Sous-total            | Sous-total            | Sous-total            | 34          | 0           | 0           | 10                    | 0                     | 0                     | -                              | 16                             | 2                              | 0                              | -                   | -                   | -                   | -                   | 6     | 0     | 0     | 66    | 2     | 0     |
| Total sur la carrière | Total sur la carrière | Total sur la carrière | 105         | 3           | 3           | 23                    | 2                     | 0                     | -                              | 16                             | 2                              | 0                              | -                   | -                   | -                   | -                   | 10    | 0     | 0     | 154   | 7     | 3     |

## Palmarès
Avec son club formateur du Standard de Liège, il est sacré vainqueur de la Coupe de Belgique en 2016. Arrivé au Ferencváros TC en février 2021, il remporte après quelques mois le championnat hongrois. Dans la saison qui suit, il enchaîne les prix en remportant une deuixème fois consécutive le championnat, mais également la Coupe de Hongrie en 2022.
| Standard de Liège (1) :                    | Ferencváros TC (4) :                                                                  |
| ------------------------------------------ | ------------------------------------------------------------------------------------- |
| - Coupe de Belgique (1) - Vainqueur : 2016 | - OTP Liga (2) - Champion : 2021, 2022,2023 - Coupe de Hongrie (1) - Vainqueur : 2022 |